# GAP43
GAP43 (англ. Growth associated protein 43) – білок, який кодується однойменним геном, розташованим у людей на короткому плечі 3-ї хромосоми.  Довжина поліпептидного ланцюга білка становить 238 амінокислот, а молекулярна маса — 24 803.
| 10         |  | 20         |  | 30         |  | 40         |  | 50         |
| ---------- |  | ---------- |  | ---------- |  | ---------- |  | ---------- |
| MLCCMRRTKQ |  | VEKNDDDQKI |  | EQDGIKPEDK |  | AHKAATKIQA |  | SFRGHITRKK |
| LKGEKKDDVQ |  | AAEAEANKKD |  | EAPVADGVEK |  | KGEGTTTAEA |  | APATGSKPDE |
| PGKAGETPSE |  | EKKGEGDAAT |  | EQAAPQAPAS |  | SEEKAGSAET |  | ESATKASTDN |
| SPSSKAEDAP |  | AKEEPKQADV |  | PAAVTAAAAT |  | TPAAEDAAAK |  | ATAQPPTETG |
| ESSQAEENIE |  | AVDETKPKES |  | ARQDEGKEEE |  | PEADQEHA   |  |            |

A: Аланін

C: Цистеїн

D: Аспарагінова кислота

E: Глутамінова кислота

F: Фенілаланін

G: Гліцин

H: Гістидин

I: Ізолейцин

K: Лізин

L: Лейцин

M: Метіонін

N: Аспарагін

P: Пролін

Q: Глутамін

R: Аргінін

S: Серин

T: Треонін

Кодований геном білок за функціями належить до білків розвитку, фосфопротеїнів. 
Задіяний у таких біологічних процесах як регуляція росту, диференціація, нейрогенез, поліморфізм, альтернативний сплайсинг. 
Білок має сайт для зв'язування з молекулою кальмодуліну. 
Локалізований у клітинній мембрані, мембрані, клітинних контактах, клітинних відростках, синапсах.